# Lubomirus
Lubomirus (лат.) — ископаемый род перепончатокрылых насекомых семейства Ismaridae из надсемейства Diaprioidea. Балтийский и ровенский янтари (эоцен).

## Описание
Мелкие перепончатокрылые насекомые, длина тела от 1,1 до 1,3 мм. Антенны 15-члениковые с небольшим анеллусом между A2 и A3 (у Ismarus антенны без анеллуса). Клипеус слабо поперечный, менее чем в два раза шире высоты (более чем в 3 раза шире высоты у Ismarus). Тенториальные ямки очень маленькие (обычно крупные и отчетливые у Ismarus). Нотаули полные (не развиты у Ismarus). Мезоплевральная ямка отсутствует (присутствует у Ismarus). По крайней мере передние лапки самок с рядом крупных волосков вентрально (у Ismarus лапки простые). Передние голени только с одной шпорой (две у Ismarus). Основание тергита T2 с очень коротким, плоским скульптурным участком непосредственно рядом с петиолем; если брюшко приподнято, этот участок полностью скрыт под петиолем (основание T2 с удлиненными крупными бороздами у Ismarus ; если брюшко приподнято, эта скульптура никогда не бывает полностью скрыта под петиолем у Ismarus). Радиальные и постмаргинальные жилки видны как остаточные следы, не трубчатые (радиальные и постмаргинальные жилки обычно трубчатые, очень редко туманные или отсутствуют у Ismarus).

## Этимология
Родовое название Lubomirus дано в честь энтомолога Любомира Маснера (Канада), крупного специалиста по паразитическим наездникам.

## Классификация
Известно 2 вида.
- Lubomirus masneri Lubomirus, Chemyreva & Perkovsky & Vasilenko, 2024 — Ровенский янтарь
- Lubomirus victori Lubomirus, Chemyreva & Perkovsky & Vasilenko, 2024 — Балтийский янтарь